# Sardinia International Ethnographic Film Festival
Il Sardinia International Ethnographic Film Festival (SIEFF) è una rassegna internazionale di cinema etnografico, organizzata dall'Istituto superiore regionale etnografico della Sardegna. Il SIEFF è membro della Coordinating Anthropological Film Festivals of Europe.

## Storia
Il festival, nato nel 1982 (con il nome Festival Internazionale Biennale di Film Etnografici), in contemporanea con il Bilan du Film Ethnographique di Jean Rouch, (ora Festival International Jean Rouch) ospitato all'interno del Musée de l'Homme di Parigi, è il più vecchio festival di cinema etnografico in Europa.
La manifestazione ha cadenza biennale e si svolge nell'Auditorium del Museo della vita e delle tradizioni popolari sarde a Nuoro.
Dal 1982 al 2006 la rassegna è stata dedicata di volta in volta a un tema specifico: 
- Il pastore e la sua immagine (1982);
- Il mondo alla rovescia, ovvero la trasgressione controllata (1984);
- Le nozze - Rituali di matrimonio nelle società tradizionali (1986);
- Donne e lavoro nelle società tradizionali (1988);
- Isole (1990);
- Montagne (1992);
- L'uomo e il fiume (1994);
- Magia e medicina nelle società tradizionali (1996);
- Musica e riti (1998);
- Bambini (2000);
- Cibo (2002);
- Turismo/Turismi (2004).

Dal 2006 il Festival assume il nome attuale ed abbandona la tradizionale caratterizzazione monotematica ed incentra il suo programma su una selezione di film recenti, guidati da una prospettiva etnoantropologica. La rassegna ha carattere internazionale e, per la selezione, i film arrivano da ogni parte del mondo. Così come il comitato per la selezione dei film, che è puntualmente composto da rappresentanti di varie istituzioni, che nel mondo si occupano di antropologia visuale. I diversi premi previsti nel bando vengono assegnati da una giuria internazionale. 
Durante la rassegna del 2008 a Nuoro si è tenuto l'incontro annuale del Coordinating Anthropological Film Festivals of Europe